# Rambla de Ferran-Estación
Rambla de Ferran - Estación és un barrio de Lérida. Su nombre proviene de la estación de tren (ahora llamada Lérida Pirineos) y de la conocida Rambla de Ferran de la ciudad.
En este barrio se encuentra la Plaza de la Paz